# Лектин, связывающий маннозу
Лектин, связывающий маннозу (англ. mannose binding lectin, MBL, также белок, связывающий маннозу или маннан, англ. MBP) — важный фактор врождённого иммунитета. Маннан — полимер маннозы, кроме него и маннозы MBL способен также связывать некоторые другие углеводы, но с меньшей эффективностью.

## Функция

### В системе врождённого иммунитета
MBL принадлежит к классу коллектинов суперсемейства Са-зависимых (типа С) лектинов, которые являются рецепторами опознавания паттерна в системе врождённого иммунитета. Собственно MBL опознаёт остатки маннозы, включённые в углеводную оболочку на поверхности многих патогенов бактериального, грибкового и вирусного происхождения, а также некоторых простейших. Связывание MBL приводит к активации лектинового пути активации комплемента.
В частности, MBL может связывать:
- патогенные дрожжи, такие как Candida albicans[3];
- вирусы, например, ВИЧ[4] и вирус гриппа серотипа А[5];
- многие бактерии, включая сальмонеллу и стрептококки;
- некоторых паразитов, таких как лейшмания;
- SARS-CoV-2 [6][7] Ключевым механизмом образования сгустков при COVID-19 может быть активация системы комплемента, лектином, связывающим маннозу.

### В фагоцитозе отмирающих клеток
Как и все коллектины, MBL связывается на поверхности апоптозных клеток, что облегчает их поглощение фагоцитами.
Мыши с нокаутом обоих генов MBL жизнеспособны, но имеют дефект в устранении отмирающих клеток, что проявляется в заметном замедлении их фагоцитоза в экспериментальных условиях (на 38 %). Вместе с тем, отсутствие MBL не подавляет фагоцитоз апоптозных клеток полностью, поскольку в их опсонизации участвуют и другие компоненты системы комплемента.

## Структура
Ezekowitz et al. клонировали кДНК, кодирующую MBL, в конце 80-х годов XX века. Длина кодируемого белка составляет 248 аминокислотных остатков, последовательность гомологична двум MBL мышей на 50 %. Выделены домены: N-концевой (богатый цистеином), коллагеноподобный и связывающий углеводы С-концевой. Последние два домена разделены участком-связкой. Ген MBL состоит из четырёх экзонов, все три домена белка кодируются отдельными экзонами. Ген расположен на хромосоме 10 (q11.2-q21). Кроме гена MBL2, кодирующего единственный функциональный белок человека, имеется также псевдоген MBL1. Он кодирует нефункциональный полипептид (51 аа), экспрессируемый в печени и гомологичный одному из двух генов MBL других млекопитающих. Ген MBL1 утратил функциональность в ходе эволюции приматов.
MBL образует олигомеры массой 400—700 кДа, состоящие из субъединиц, каждая из которых содержит три идентичных 32-кДа полипептидных цепи. Для активации комплемента необходимо связывание с патогеном не менее четырёх тримеров.